# Douglas World Cruiser
Le Douglas World Cruiser (DWC) est un aéronef développé pour répondre à une demande du Service aérien de l'armée (United States Army Air Service) des États-Unis pour un avion capable de tenter le premier vol autour du monde. La Douglas Aircraft Company y a répondu avec une variante modifiée de son bombardier-torpilleur DT. La tentative, réussie, eu lieu en 1924.
Les modifications sont minimes et portent surtout sur la capacité en carburant de l'avion. Le réservoir d'origine est agrandi, d'autres sont ajoutés dans les ailes et à la place des équipements militaires retirés. Ainsi le DWC dispose de cinq fois plus de carburant que le DT.
Le succès du World Cruiser a renforcé la réputation internationale de la Douglas Aircraft Company. Le DWC a ensuite lui-même été modifié pour créer l'avion d'observation O-5, qui a été exploité par le Service aérien de l'armée.

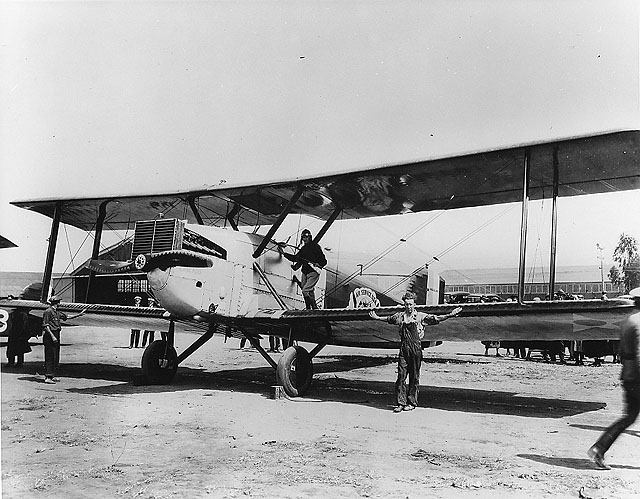
Le Chicago, 1924

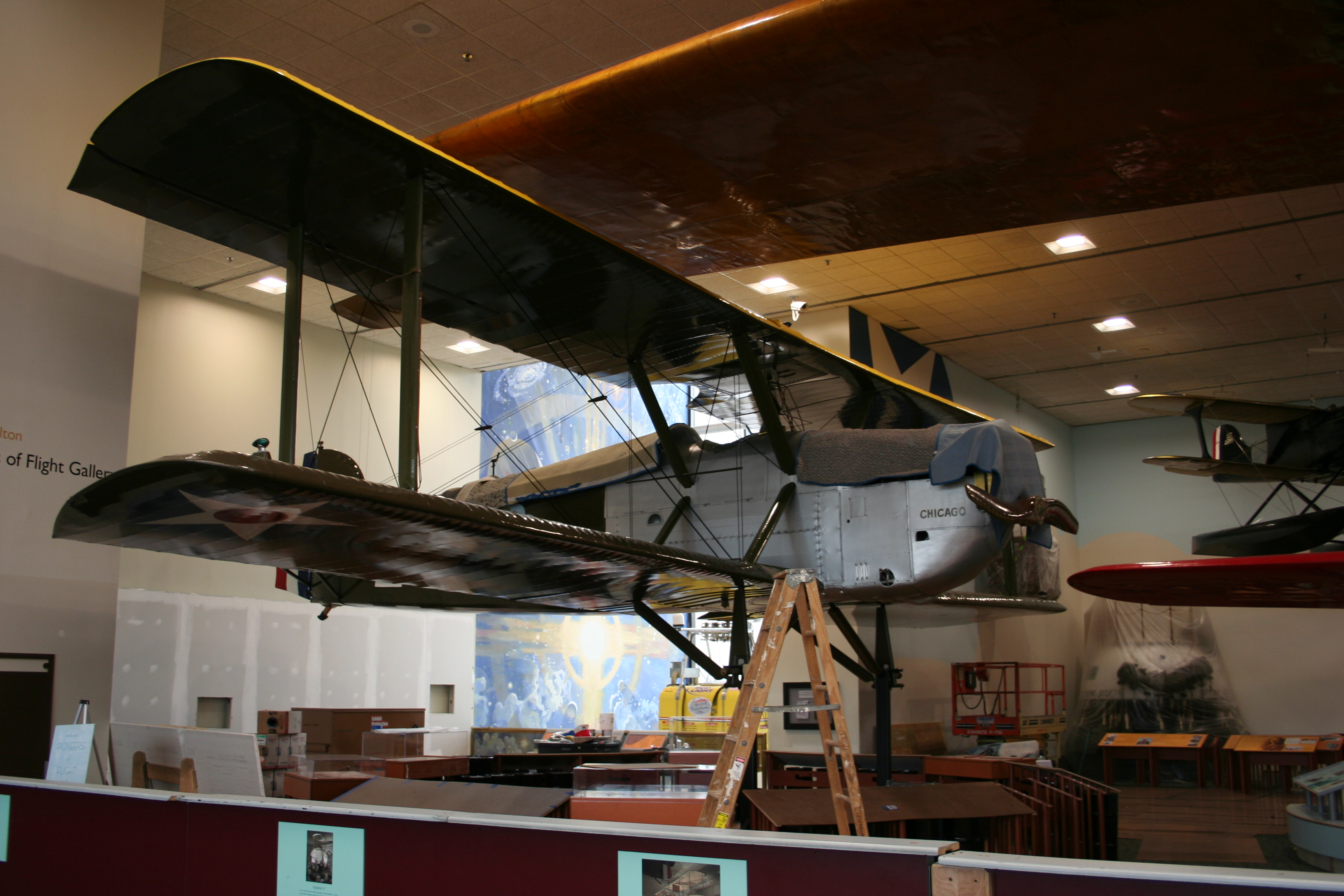
Le Chicago en cours de restauration au Musée national de l'air et de l'espace.

## Histoire

### Le tour du monde
Depuis le 17 mars 1924, les pilotes s'exercent sur le prototype servant d'avion d'entraînement. La logistique est soigneusement planifiée, comprenant des moteurs de rechange prépositionnés et des dépôts de carburant entretenus par la marine et les garde-côtes américains. 
Les quatre avions de l'expédition sont baptisés Boston, Chicago, New Orleans et Seattle, noms choisis pour représenter « les quatre coins des États-Unis ». Le 6 avril 1924, ils quittent Sand Point (en), près de Seattle, dans l'État de Washington, pour un trajet globalement d'est en ouest, mais évitant les grandes étendues maritimes encore infranchissables. La direction prise est donc celle de l'Alaska. 
Seattle, l'avion principal, s'écrase en Alaska le 30 avril. Les trois autres avions, Chicago prenant la tête, continuent vers l'ouest à travers l'Asie et l'Europe en s'appuyant sur Boston, qui est forcé de se poser et est endommagé de manière irréparable dans l'Atlantique, au large des îles Féroé. Les deux autres avions continuent à travers l'Atlantique jusqu'en Amérique du Nord, où ils sont rejoints par Boston II (le prototype rebaptisé) à Pictou, en Nouvelle-Écosse. Boston II continue avec le vol de retour vers Washington et participe au défilé aérien cérémonial du World Flight à travers les États-Unis. Les trois avions survivants retournent à Seattle le 28 septembre 1924. Le vol a parcouru 23 942 NM (44 342 km). Le temps de vol a été de 371 heures et 11 minutes et la vitesse moyenne de 119 km/h.